# مؤتمر مدريد (1880)
مؤتمر مدريد 1880 أي مؤتمر مدريد حدث في مدينة مدريد الإسبانية بين شهري يونيو ويوليو من 1880. عقد المؤتمر رئيسُ مجلس النواب الإسباني أنطونيو كانوباس ديل كاستيو، بطلب سلطان المغرب الحسن الأول، وشارك فيه كل الأطراف التي لها مصالح في المغرب: ألمانيا والإمبراطورية النمساوية المجرية وبلجيكا والدنمارك وفرنسا وبريطانيا العظمى وإيطاليا وهولندا والبرتغال وإسبانيا والسويد والنرويج بالإضافة إلى الولايات المتحدة والمغرب.
بعد هذه الاتفاقات، حظيت الدول الأوروبية بحرية امتلاك أراضي وملكيات في شتى أركان المغرب—تمتعت تلك القوى بحقوق متساوية في استغلال الأراضي المغربية استثمارا وتجارة طالما اعترفت بسيادة المغرب والتجارة الحرة في البلاد.
لم يستطع المؤتمر الحد من زيادة التأثير الفرنسي والإسباني في المغرب على مر الزمن. اعتبرت الإمبراطورية الألمانية أغراضها مهددة، ما أدى إلى تقريب الأزمتين المغربيتين: الأزمة المغربية الأولى وأزمة أغادير.

## حاضرون
- الجمهورية الإسبانية الأولى بنيابة رئيس لجنة الوزراء أنطونيو كانوباس ديل كاستيو
- الإمبراطورية الشريفة (المغرب) بنيابة وزير الشؤون الخارجية السيد محمد بارقش
- الجمهورية الفرنسية الثالثة بنيابة السفير الفرنسي لدى إسبانيا الفريق بنجامين جوريس
- المملكة المتحدة لبريطانيا العظمى وأيرلندا بنيابة السفير ليونيل ساكفيل واست
- القيصرية الألمانية بنيابة ابرهاردت سولمس سونفالد
- الإمبراطورية النمساوية المجرية بنيابة إيمانويل لودولف
- الولايات المتحدة الأميركية بنيابة الفريق الأول لوسيوس فارتشايلد
- مملكة البلجيكا بنيابة ادوارد أنسبش
- مملكة إيطاليا بنيابة جوسيبي قرابي
- مملكة هولندا بنيابة الوزير المقيم يونخير موريس
- مملكة البرتغال بنيابة جوسا ماريا كالديرا
- الاتحاد السويدي النرويجي بنيابة الوزير المقيم هنري اكرمان
- ممالك الدنمارك بنيابة المملكة المتحدة البريطانية